# Situation initiale
La situation initiale est la situation décrite au début d'une histoire. Elle est généralement le premier élément d'un schéma narratif et est ensuite interrompue par l'élément déclencheur. Elle permet d'appréhender la suite du récit en décrivant les personnages, le lieu et le temps de l'action. À l'écrit (dans les romans par exemple), la situation initiale est le plus souvent à l'indicatif imparfait[réf. nécessaire].